# Catharomnion ciliatum
Catharomnion ciliatum là một loài rêu trong họ Daltoniaceae. Loài này được Hedw. Wilson mô tả khoa học đầu tiên năm 1855.